# Maria Gołaszewska
Maria Gołaszewska (ur. 29 czerwca 1926 w Kurzelowie, zm. 6 listopada 2015) – polska filozofka.

## Życiorys
Od 1935 roku Maria Gołaszewska wychowywała się w Kielcach, gdzie jej ojciec (inżynier leśnik, wykształcony w Wyższej Szkole Politechnicznej w Petersburgu) przeniósł się z rodziną z powodu złego stanu zdrowia. Tam też ukończyła gimnazjum i liceum Błogosławionej Kingi (częściowo na tajnych kompletach w czasie okupacji). W latach 1945–1950 studiowała na wydziale humanistycznym Uniwersytetu Jagiellońskiego w Krakowie specjalizując się w filozofii.
W 1947 roku poślubiła Tadeusza Gołaszewskiego – ówcześnie studenta filologii, późniejszego profesora Uniwersytetu Jagiellońskiego.
Maria Gołaszewska uczyła się pod kierunkiem Romana Ingardena, wiele lat też z nim współpracowała. Pod jego opieką uzyskała magisterium, doktorat (praca Twórczość a osobowość twórcy. Analiza procesu twórczego przedłożona na KUL w 1956 roku) i habilitację (praca Filozoficzne podstawy krytyki literackiej). Od 1974 roku profesor zwyczajny.
Zainteresowania naukowe Marii Gołaszewskiej skupiały się na estetyce, aksjologii ogólnej oraz antropologii filozoficznej. Wychodząc od fenomenologii w ujęciu Romana Ingardena i odchodząc od idealizmu typu platońskiego poszła w kierunku poszukiwania syntezy myślenia teoretycznego oraz doświadczenia zmysłowego i wewnętrznego. Wniosła istotny wkład w teorie wartości estetycznych.
Napisała ponad 20 książek i około 160 artykułów naukowych i popularnonaukowych wydanych po polsku i w innych językach. W latach 1971–1996 była redaktorką Małej Biblioteki Estetyki (40 tomów) oraz inicjatorką i redaktorką serii Estetyka w świecie (pięć tomów wydanych w latach 1985–1996).
Jej starania doprowadziły do powołania w 1981 roku Zakładu Estetyki w Instytucie Filozofii UJ. Instytutem tym kierowała przez 15 lat do czasu przejścia na emeryturę w 1996 roku. Była organizatorką corocznych ogólnopolskich seminariów estetycznych (odbywających się corocznie od roku 1971) i międzynarodowych konferencji estetycznych mających miejsce co parę lat.
Od 1951 roku była członkiem Polskiego Towarzystwa Filozoficznego, od 1995 roku Łódzkiego Towarzystwa Naukowego, od 1984 roku honorowym członkiem British Society of Aesthetics oraz Societe Hellenique de Philosophie; przez dziesięć lat (1960–1970) sprawowała funkcję sekretarza naukowego Sekcji Estetyki w Polskim Towarzystwie Filozoficznym; była też członkiem Komisji Nauk Filozoficznych PAN.

## Publikacje
- Twórczość a osobowość twórcy. Analiza procesu twórczego, Lublin 1958, s 330
- Filozoficzne podstawy krytyki literackiej, Warszawa 1963, PWN, s 369
- Świadomość piękna. Problematyka genezy, struktury, funkcji i wartości w estetyce, Warszawa 1970, PWN, s 583;
- Zarys Estetyki. Problematyka, metody, teorie. Kraków 1973, 1964, 1966, W.L.
- Człowiek w zwierciadle sztuki. Studium z pogranicza estetyki i antropologii filozoficznej, Warszawa 1977.
- Kultura estetyczna, 1979, 1986, s. 100
- Estetyka rzeczywistości, 1984, Wyd. PAX, s 250
- Istota i istnienie wartości. Studium o wartościach estetycznych na tle sytuacji aksjologicznej, Warszawa 1990, PWN, s 377
- Imiona miłości. Nowożytna myśl o życiu erotycznym, Kraków 1992, s 174
- Poetyka idei ogólnych, Kraków 1992, Wyd. UJ, s 174;
- Fascynacja złem. Eseje z teorii wartości, Kraków-Warszawa 1994, PWN, s 250;
- Estetyka pięciu zmysłów, 1997, PWN, s 231.